# Беловарско-билогорска жупания
Беловарско-билогорска жупания e разположена в северозападна Хърватия. Заема площ от 1261 км². Главен град на жупанията е Беловар. Други по-големи градове са: Дарувар, Гарешница, Грубишно поле и Чазма. Беловарско-билогорска жупания е съставена от 18 общини.

## Население
Според преброяването през 2011 година Беловарско-билогорска жупания има 119 764 души население. Според националната си принадлежност населението на жупанията има следния състав:
- хървати 84,8 %
- сърби 6,3 %
- чехи 5,3 %
- унгарци 0,7 %